# Антуан де Кон
Антуан де Кон (фр. Antoine de Caunes; нар. 1 грудня 1953, Париж, Франція) — французький актор, режисер і сценарист театру, кіно та телебачення. Батько акторки Емми де Кон.

## Біографія
Антуан де Кон народився 1 грудня 1953 року в сім'ї тележурналіста і репортера Жоржа де Кона та дикторки телебачення Жаклін Жубер. Почав свою кар'єру наприкінці 1970-х років як творець і ведучий телевізійної програми «Хор» (фр. Chorus). Під псевдонімом Поль Персавон писав тексти для мультсеріалів для телеканалу Antenne 2, серед яких «Кобра» (фр. Cobra) та «Космічний Шериф Гаван» (англ. Space Sheriff Gavan) (відомий у Франції як X-Or). На телебаченні Антуан де Кон був ведучим культової програми «Діти рок-н-ролу», а потім щотижневої програми «Рапідо». Потім декілька років він працював у команді каналу Canal+, ведучи з Філіпом Жильдасом щоденну програму «Ніде у іншому місці» (фр. Nulle part ailleurs).
Як актор де Кон дебютував, зігравши роль Ніка Сігнала в телевізійному фільмі Canal+ «Рок» (фр. Rock). У великому кіно він дебютував невеликими ролями в комедіях «Розкаяння» (фр. Pentimento, 1989) Тоні Маршалл та «Два тата і мама» (фр. Les deux papas et la maman, 1996) Смаїна і Жан-Марка Лонгваля. Великі ролі зіграв у фільмах Жана-Жака Зільбермана «Чоловік як жінка» (фр. L'homme est une femme comme les autres, 1998) та у Клода Шаброля в «В епіцентрі брехні» (фр. Au coeur du mensonge, 1999).
У 2000 році Антуан де Кон дебютував як режисер фільмом «Укуси світанку» (фр. Les morsures de l'aube). У 2003 році він поставив фільм, присвячений загадковій смерті Наполеона «Мосьє Н». (фр. Monsieur N.).
Антуан де Кон неодноразово (у 1996—1999, 2008, 2009 та у 2011—2013 роках) був ведучим щорічних церемоній вручення французької національної кінопремії «Сезар» .

## Фільмографія

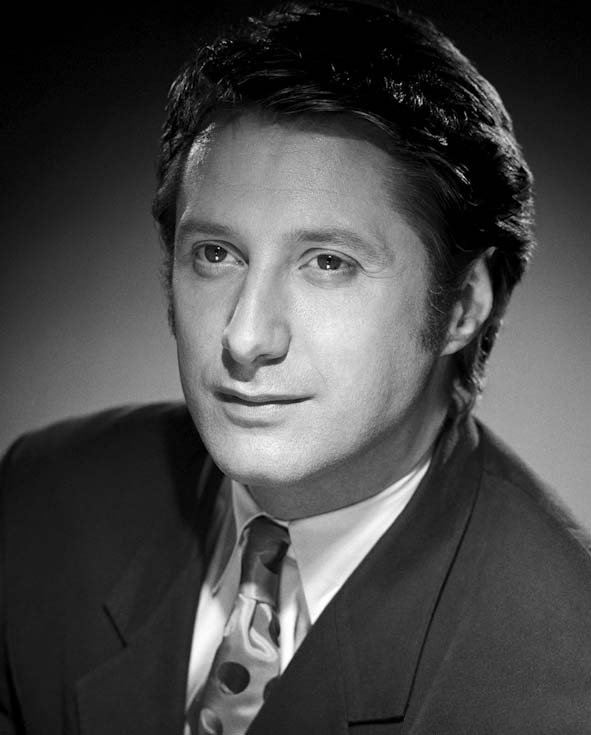
Студійне фото А. де Кона. Studio Harcourt

Актор
| Рік       |    | Українська назва                          | Оригінальна назва                           | Роль                                           |
| --------- | -- | ----------------------------------------- | ------------------------------------------- | ---------------------------------------------- |
| 1982      | тф | Рок                                       | Rock                                        | Нік Сігнал                                     |
| 1987      | кф | Вампір і заєць                            | Le vampire et le lapin                      |                                                |
| 1989      | ф  | Розкаяння                                 | Pentimento                                  | Шарль                                          |
| 1996      | ф  | Два батьки і одна мама                    | Les Deux papas et la maman                  | Жером                                          |
| 1997      | ф  | На щастя!                                 | C'est pour la bonne cause!                  | Данієль                                        |
| 1997      | ф  | Гонитва за божеством                      | La divine poursuite                         | Алекс                                          |
| 1998      | ф  | Чоловік як жінка                          | L'homme est une femme comme les autres      | Симон Ешканазі                                 |
| 1998—2001 | с  | Коротун Рекс                              | Rex the Runt                                | Stinky Basil, озвучування                      |
| 1998      | тф | Прекрасний Боб                            | Bob le magnifique                           | Франсуа Морен / Боб Сент-Клар                  |
| 1999      | ф  | В епіцентрі брехні                        | Au coeur du mensonge                        | Germain-Roland Desmotes                        |
| 2000      | ф  | Там моя батьківщина                       | Là-bas... mon pays                          | П'єр Нівель                                    |
| 2001—2003 | с  | Нові пригоди Щасливчика Люка              | Les nouvelles aventures de Lucky Luke       | Щасливчик Люк, озвучування                     |
| 2001      | мф | Велосипедист                              | Le vélo de Ghislain Lambert                 | оповідач, озвучування                          |
| 2002      | ф  | Бланш                                     | Blanche                                     | капітан KKK                                    |
| 2003      | ф  | Ключі від машини                          | Les Clefs de bagnole                        | актор, який відмовляється повернутися до Лорен |
| 2004      | тф | Любителі в'язниці                         | Les amants du bagne                         | журналіст Альбер Лондре                        |
| 2004—2009 | с  | Каамелотт                                 | Kaamelott                                   | Дагонет, кавалер                               |
| 2005      | ф  | Ідеальний друг                            | Un ami parfait                              | Жульєн Россі                                   |
| 2006—2008 | с  | Без обличчя                               | Off Prime                                   |                                                |
| 2007      | ф  | Містер Бін на відпочинку                  | Mr. Bean's Holiday                          | Аншорман                                       |
| 2007      | тф | Знатний, отже винуватий                   | Notable donc coupable                       | Шарль Мілль                                    |
| 2007      | ф  | 48 годин на добу                          | 48 heures par jour                          | Бруно                                          |
| 2008      | ф  | Ти можеш зберігати таємницю?              | Tu peux garder un secret?                   | Жульєн                                         |
| 2009      | ф  | Божевільна історія любові Симона Ашкеназі | La folle histoire d'amour de Simon Eskenazy | Симон Ешканазі                                 |
| 2010      | ф  | Муму                                      | Mumu                                        | полковник                                      |
| 2011      | с  | Коротше                                   | Бреф                                        |                                                |
| 2012      | мф | Золушка: Повний вперед!                   | Cendrillon au Far West                      | Принц, озвучування                             |
| 2016      | ф  | Вони є скрізь                             | Ils sont partout                            | Антуан де Кон                                  |

Режисер
| Рік       |     | Назва українською            | Оригінальна назва                    | Режисер | Сценарист |
| --------- | --- | ---------------------------- | ------------------------------------ | ------- | --------- |
| 2000      | т/с | Сценарії на наркотики        | Scénarios sur la drogue              | Так     |           |
| 2001      |     | Укуси світанку               | Les Morsures de l'aube               | Так     |           |
| 2003      |     | Мосьє N.                     | Monsieur N.                          | Так     |           |
| 2006      |     | Милі сваряться…              | Désaccord parfait                    | Так     | Так       |
| 2007-2012 | т/с | Відбитки                     | Empreintes                           | Так     |           |
| 2008      |     | Колюш, історія одного хлопця | Coluche: l'histoire d'un mec         | Так     | Так       |
| 2012      | т/ф | Янн Піа, хроніка вбивства    | Yann Piat, chronique d'un assassinat | Так     |           |

## Визнання
| Нагороди та номінації Антуана де Кона | Нагороди та номінації Антуана де Кона | Нагороди та номінації Антуана де Кона | Нагороди та номінації Антуана де Кона |
| Рік                                   | Категорія                             | Фільм                                 | Результат                             |
| ------------------------------------- | ------------------------------------- | ------------------------------------- | ------------------------------------- |
| Телевізійна премія 7 d'Or Night       |                                       |                                       |                                       |
| 1988                                  | Найкращий ведучий                     | Антуан де Кон                         | Перемога                              |
| 1991                                  | Найкращий ведучий                     | Антуан де Кон                         | Перемога                              |
| 1995                                  | Найкращий ведучий                     | Антуан де Кон                         | Перемога                              |
| Премія «Сезар»                        |                                       |                                       |                                       |
| 1991                                  | Найкращий актор                       | Чоловік як жінка                      | Номінація                             |
| Міжнародний кінофестиваль в Люшоні    |                                       |                                       |                                       |
| 2012                                  | Премія глядацьких симпатій            | Янн Піа, хроніка вбивства             | Перемога                              |